# КТВ&Телекабел (КТВ-Сливен)

## История
КТВ & Телекабел ООД е дружество на БАЖДАРОВ ООД и ТЕЛЕКАБЕЛ АД, учредено през февруари 1995 г. в Пазарджик с фирма КТВ ООД. Дружеството е вписано в търговския регистър при Пазарджишки окръжен съд по фирмено дело № 185/1995 г. Първият управител е Веселин Баждаров. През 1998 г. съдружник в дружеството става Телекабел АД. Дружеството се управлява и представлява от Тони Баждаров и Ангел Василев заедно и поотделно. 
КТВ & Телекабел ООД изгражда и поддържа най-голямата тогава кабелна мрежа за пренос на телевизионни програми и данни в Сливен, като не престава да разширява дейността си. През 2002 г. КТВ & Телекабел става интернет доставчик, като успява за времето си да се утвърди и да заеме лидерската позиция в града. КТВ & Телекабел става обществен далекосъобщителен оператор съгласно обща лицензия 201-04797/19.01.2004г.

## Регионална програма
Регионалната програма на кабелен оператор "КТВ и Телекабел" се излъчва в района на град Сливен. Телевизията излъчва от оборудвано студио намиращо се на ул. „Лъвова чешма“ №2. Продължителността на програмата е 17 часа. В програмната схема се реализират собствени продукции на програма "КТВ и Телекабел", филмова програма, музикални клипове и реклама.
Собствената продукция включва регионални новини, публицистика, предаване за култура и сутрешен информационно-музикален блок. Част от продукцията на "КТВ и Телекабел" е съвместно подготвяната с клуб "Ритъм"-Сливен рубрика за деца "Весел зодиак". В програмата на телевизията се излъчват значими прояви от живота на града- концерти, шоу-програми и дискусии.
Новините на "КТВ и Телекабел"  са единствената телевизионна информационна емисия в града, те се излъчват всеки делничен ден от 19:00 часа и от 22:30 часа. Новините проследяват актуалното от света на политиката, обществото, икономиката, културата, спорта и т.н. случващо се в Сливен и региона.
Публицистичното предаване "Градът" се излъчва всеки четвъртък от 19:30 часа. Разисква актуални теми и коментира горещи новини.
Предаването за култура "Клуб Парнас" се излъчва всеки втори и последен вторник на месеца от 19:25 часа. Предаването проследява в близък план културния живот в града и разширява творческите портрети на културни дейци.
Сутрешният блок на "КТВ и Телекабел" -"Добро утро, Сливен" стартира през Октомври 1998 и се излъчва всеки делничен ден от 8:00 до 8:40 часа. Предаването има няколко информационни рубрики, рубрика за актуална и полезна информация, забавна рубрика.
Филмовата програма на "КТВ и Телекабел" включва разнообразни в жанрово отношение игрални, документални, научнопопулярни и анимационни филми.
В ефира на "КТВ и Телекабел" се разпространява единствено българска поп и фолк музика. "КТВ и Телекабел" дава място и за развитие на бизнеса в региона чрез своите рекламни рубрики: реклама, реклама+, малки обяви.